# 舒沃伊卡河

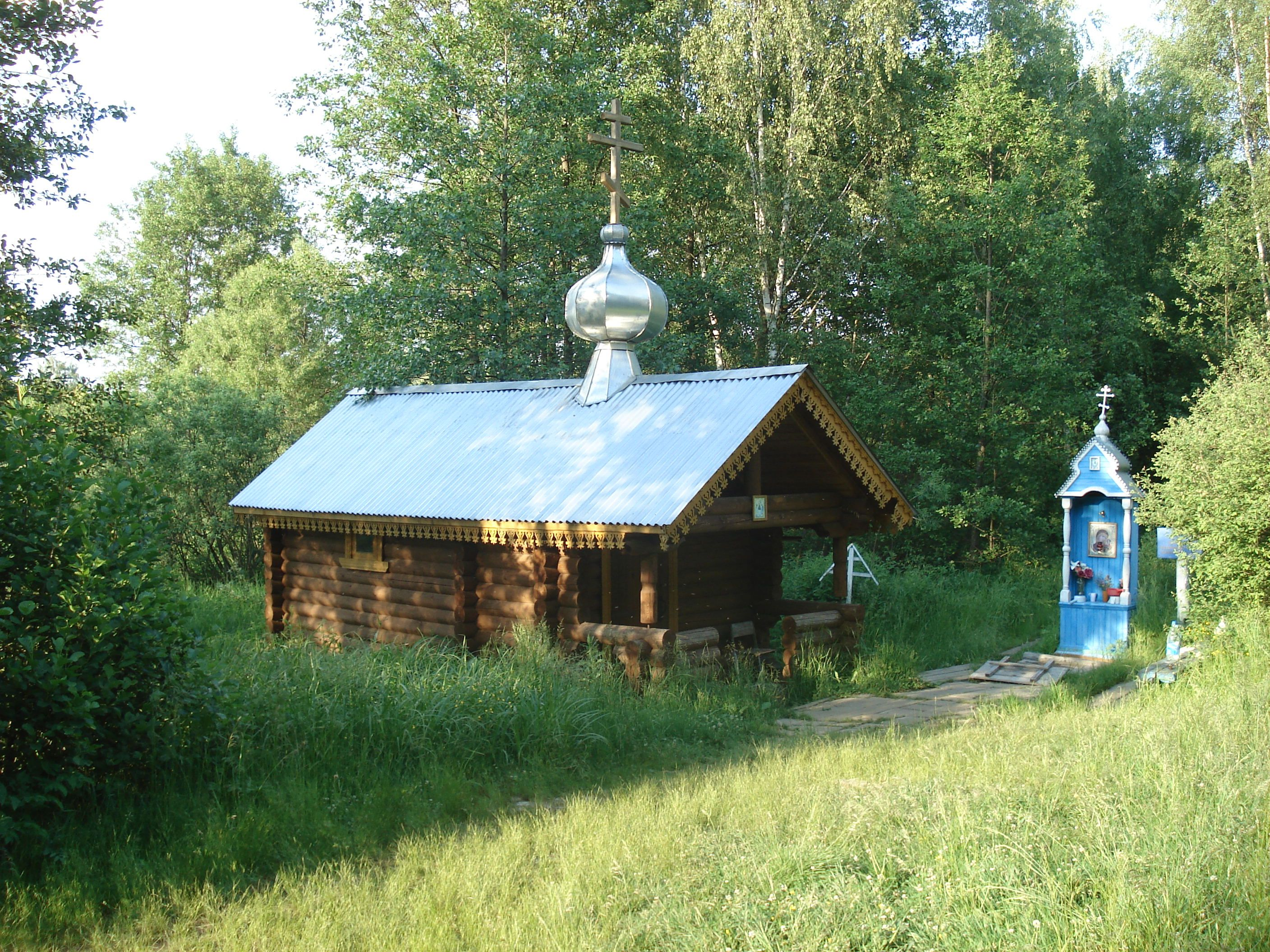
舒沃伊卡河

舒沃伊卡河是俄羅斯的河流，位於莫斯科州，屬於古斯利察河的右支流，自葉戈里耶夫斯克東北6公里的發源地一直向西流，河道全長12公里。